# Katsuragi (tàu sân bay Nhật)
Katsuragi (tiếng Nhật: 葛城
, Cát Thành) một tàu sân bay thuộc lớp Unryū của Hải quân Đế quốc Nhật Bản trong Chiến tranh Thế giới thứ hai. Nó không tham gia hoạt động nào đáng kể, sống sót cho đến hết chiến tranh, và làm nhiệm vụ hồi hương binh sĩ Nhật trú đóng ở nước ngoài cho đến khi được tháo dỡ vào năm 1946.

## Thiết kế và chế tạo
Những nỗ lực chế tạo tàu sân bay sau cùng của Đế quốc Nhật Bản trong giai đoạn sau của Thế Chiến II là một nhóm tàu dựa trên một thiết kế, một cách tổng quát được cải tiến dựa trên chiếc Sōryū và mang những nét tương đồng với chiếc tàu này, nhưng từng chiếc riêng lẻ có những chi tiết khác biệt phản ảnh hoàn cảnh thay đổi do sự đối đầu tại Thái Bình Dương đi vào hồi kết thúc. Tàu sân bay Unryū được đặt hàng trong Chương trình 1941 và sẽ được tiếp với một con tàu em của nó, nhưng kế hoạch chế tạo chiếc sau bị hủy bỏ vào năm 1942, thay thế bằng một loạt bảy chiếc, rồi sẽ được tiếp nối bằng một loạt tám chiếc có thân tàu mở rộng hơn đôi chút. Chỉ có năm trong số bảy chiếc của loạt thứ nhất được đặt lườn, và hai trong số đó (ngoại trừ chiếc Unryū dẫn đầu) được hoàn tất.
Để cho việc chế tạo được dễ dàng, chúng được trang bị động cơ của kiểu tàu tuần dương. Tuy nhiên, việc thiếu hụt linh kiện đã khiến cho Aso và Katsuragi chỉ được trang bị turbine của loại tàu khu trục, làn giảm bớt công suất động cơ hết 1/3 và tốc độ tối đa cũng bị giảm đi 3,5 km/h (2 knot). Động cơ và hầm đạn được bảo vệ bằng đai giáp dày 46 mm (1,8 inch) và 150 mm (5,9 inch) tương ứng, và bằng vỏ giáp sàn tàu dày 25 mm (1 inch) và 56 mm (2,2 inch). Thiết kế ống hút gió, đảo cấu trúc thượng tầng và vũ khí trang bị theo sát những gì đã được thử nghiệm thành công, cho dù không giống Sōryū có ba thang nâng, chúng chỉ có hai thang nâng máy bay. Lớp Unryū không có sàn đáp bọc thép, một phần được giải thích là trong thực tế chúng không được xem là tàu sân bay hạm đội thực sự; mà chỉ để tạo nên hạt nhân của các đội tấn công đoàn tàu vận chuyển vốn được bảo vệ bởi các tàu tuần dương hạng nặng; và không đảm trách gánh nặng hoạt động của hạm đội, phần việc mà các tàu sân bay hạm đội với sàn đáp bọc thép đảm trách. Tuy nhiên, kết cấu nhẹ của sàn đáp không cho phép hoạt động hiệu quả các kiểu máy bay tấn công hạng nặng B7A và B6N cần thiết để xâm nhập được mạng lưới phòng không của các tàu sân bay Mỹ, cho dù chúng được xem là những nền tảng thích hợp để tung ra các đợt tấn công cảm tử Kamikaze.

## Lịch sử hoạt động
Katsuragi được đưa ra hoạt động quá trễ vào giai đoạn cuối của Thế Chiến II, khi Hải quân Nhật đã mất hầu hết máy bay và những phi công ưu tú. Nó được sử dụng để tung ra các đợt tấn công tự sát Kamikaze, cũng như chuyên chở kiểu bom bay Ohka đến các căn cứ tại Philippines. Trong các cuộc không kích của các tàu sân bay Đồng Minh xuống căn cứ hải quân Kure, căn cứ chủ lực của Hải quân Đế quốc Nhật Bản, nó chỉ bị hư hại nhẹ.
Katsuragi còn sống sót cho đến hết chiến tranh, và sau đó được sử dụng để chuyên chở binh sĩ Nhật hồi hương trong năm 1946; và cuối cùng nó bị tháo dỡ vào ngày 22 tháng 12 năm 1946.

## Danh sách thuyền trưởng
- Masaharu Kawabata (sĩ quan trang bị trưởng): 15 tháng 8 năm 1944 - 15 tháng 10 năm 1944
- Masaharu Kawabata: 15 tháng 10 năm 1944 - 1 tháng 4 năm 1945
- Shiro Hiratsuka: 1 tháng 4 năm 1945 - 20 tháng 4 năm 1945
- Toshio Miyazaki: 20 tháng 4 năm 1945 - 15 tháng 8 năm 1945
- Bỏ trống: 15 tháng 8 năm 1945 - 2 tháng 10 năm 1945
- Toshio Miyazaki: 2 tháng 10 năm 1945 - tháng 4 năm 1946